# I liga urugwajska w piłce nożnej (1980)
- Mistrz Urugwaju 1980: Club Nacional de Football
- Wicemistrz Urugwaju 1980: Montevideo Wanderers
- Copa Libertadores 1981: Club Nacional de Football (obrońca tytułu), CA Peñarol, CA Bella Vista
- Spadek do drugiej ligi: Rentistas Montevideo
- Awans z drugiej ligi: Rampla Juniors, Liverpool Montevideo

Mistrzostwa Urugwaju w roku 1980 były mistrzostwami rozgrywanymi według systemu, w którym wszystkie kluby rozgrywały ze sobą mecze każdy z każdym u siebie i na wyjeździe, a o tytule mistrza i dalszej kolejności decydowała końcowa tabela. Miejsce w końcowej tabeli mistrzostw nie decydowało o prawie gry w międzynarodowych pucharach – o tym zadecydował oddzielny turniej zwany Liguilla Pre-Libertadores, rozegrany na koniec sezonu. Najlepszy klub w tym turnieju uzyskał prawo gry w Copa Libertadores 1981, a drugi miał stoczyć pojedynek barażowy z mistrzem Urugwaju. Z ligi spadł jeden klub, a na jego miejsce awansowały dwa kluby, dlatego liga zwiększona została z 14 do 15 klubów.

## Primera División

### Końcowa tabela sezonu 1980
| Poz | Klub                      | Mecze | Zw | Rem | Por | Pkt | BrZd | BrStr |
| --- | ------------------------- | ----- | -- | --- | --- | --- | ---- | ----- |
| 1   | Club Nacional de Football | 26    | 19 | 3   | 4   | 41  | 53   | 21    |
| 2   | Montevideo Wanderers      | 26    | 13 | 9   | 4   | 35  | 36   | 16    |
| 3   | CA Peñarol                | 26    | 12 | 8   | 6   | 32  | 33   | 23    |
| 4   | CA Bella Vista            | 26    | 11 | 9   | 6   | 31  | 43   | 30    |
| 5   | Defensor Sporting         | 26    | 12 | 6   | 8   | 30  | 35   | 27    |
| 6   | CA Cerro                  | 26    | 8  | 12  | 6   | 28  | 32   | 28    |
| 7   | Sud América Montevideo    | 26    | 9  | 8   | 9   | 26  | 39   | 32    |
| 8   | Danubio FC                | 26    | 8  | 10  | 8   | 26  | 30   | 34    |
| 9   | Progreso Montevideo       | 26    | 7  | 10  | 9   | 24  | 31   | 36    |
| 10  | Fénix Montevideo          | 26    | 7  | 8   | 11  | 22  | 29   | 39    |
| 11  | Miramar Montevideo        | 26    | 6  | 8   | 12  | 20  | 24   | 31    |
| 12  | River Plate Montevideo    | 26    | 6  | 8   | 12  | 20  | 31   | 46    |
| 13  | Huracán Buceo Montevideo  | 26    | 5  | 7   | 14  | 17  | 19   | 33    |
| 14  | Rentistas Montevideo      | 26    | 3  | 6   | 17  | 12  | 14   | 53    |

### Klasyfikacja strzelców bramek
| Gole | Piłkarz            | Klub                   |
| ---- | ------------------ | ---------------------- |
| 19   | Jorge Luis Siviero | Sud América Montevideo |